# Roberto Micheletti

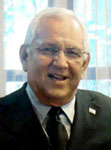
Roberto Micheletti ngày 3 tháng 8 năm 2009.

Roberto Micheletti Baín (sinh 13 tháng 8 năm 1943) là một nhà chính tri Honduras, là Tổng thống Honduras lâm thời từ năm 2009 đến năm 2010. Hoa Kỳ hủy bỏ chiếu khán ngoại giao và du lịch của Micheletti để phản đối vụ đảo chính ngày 28 tháng 6 năm 2009. Micheletti đã chờ đợi điều này và gọi đây "là một chỉ dấu cho thấy áp lực của chính phủ đưa ra đối với quốc gia chúng ta." Ngày 12 tháng 9 năm 2009, Micheletti tuyên bố với đài phát thanh Radio HRN rằng ông "cảm thấy thoải mái... không hề oán ghét hay giận dữ gì với Hoa Kỳ vì đó là quyền của một nước lớn và giàu mạnh... và chúng tôi cũng muốn thăm viếng Hoa Kỳ." Điều duy nhất làm ông không vui là thông báo về việc này được gửi từ tòa lãnh sự Hoa Kỳ và gọi ông là Chủ tịch Nghị viện, một chức vụ ông giữ trước khi ông lên làm tổng thống lâm thời tiếp theo sau việc lật đổ Tổng thống Manuel Zelaya.